# 코파 항공
코파 항공(영어: Copa Airlines)은 파나마의 항공사로 허브 공항으로는 토쿠멘 국제공항을 사용하고 있다.

## 역사
1947년 세워진 파나마를 대표하는 국적기 항공사로 파나마는 원래 콜롬비아의 한 주(州)였으나 파나마 운하의 영구 조차권을 넘기는 조건으로 1903년 미국의 도움을 받아 독립했다. 이런 역사 때문에 파나마는 미국 정부 및 기업과 밀접한 관계를 맺고 있었다. 설립 당시 미국 항공사인 팬아메리칸 월드 항공의 도움을 받아 세워졌다. 당시 팬아메리칸 월드 항공은 설립 자본금 가운데 32%를 출자했다. 1960년대 자메이카, 콜롬비아, 코스타리카 등으로 국제선을 운영하기 시작했다. 1971년 파나마 정부가 완전히 소유하게 되었다. 1979년 국내선 운항을 중단하였고 1990년대 들어 국제선 항로를 신설했다. 1999년 콘티넨탈 항공이 51%의 지분을 확보했으나, 점차 지분을 줄여 가다가 2006년에 10%까지 떨어졌다. 2012년 6월에 항공 동맹인 스타얼라이언스 회원이 되었다.

## 운항 노선
- 2012년 7월 기준으로 코파 항공은 다음과 같은 노선을 운항하고 있다.

### 코드쉐어 협정
- 코파 항공은 다음 항공사와 코드쉐어 협정을 체결하고 있다.[1]

| - GOL 항공 - KLM (스카이팀) - 루프트한자 (스타얼라이언스) - 아시아나항공 (스타얼라이언스) - 아비앙카 항공 (스타얼라이언스) - 아줄 브라질 항공 - 에미레이트 항공 - 에바 항공 (스타얼라이언스) - 에어 유로파 (스카이팀) - 에어 프랑스 (스카이팀) | - 유나이티드 항공 (스타얼라이언스) - 이베리아 항공 (원월드) - 터키항공 (스타얼라이언스) |  |

## 보유 기종

### 현재 사용하는 기종
- 2024년 12월 기준으로 코파 항공은 다음과 같이 보유하고 있으며 평균 기령은 21.3년이다.[5][6]

## 사진

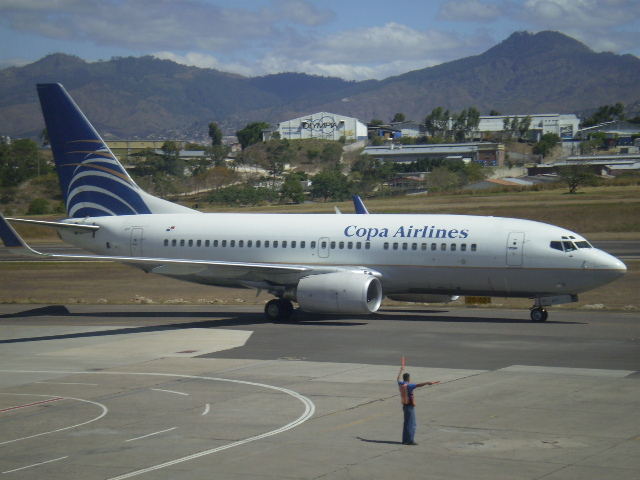
코파 항공의 보잉 737-700
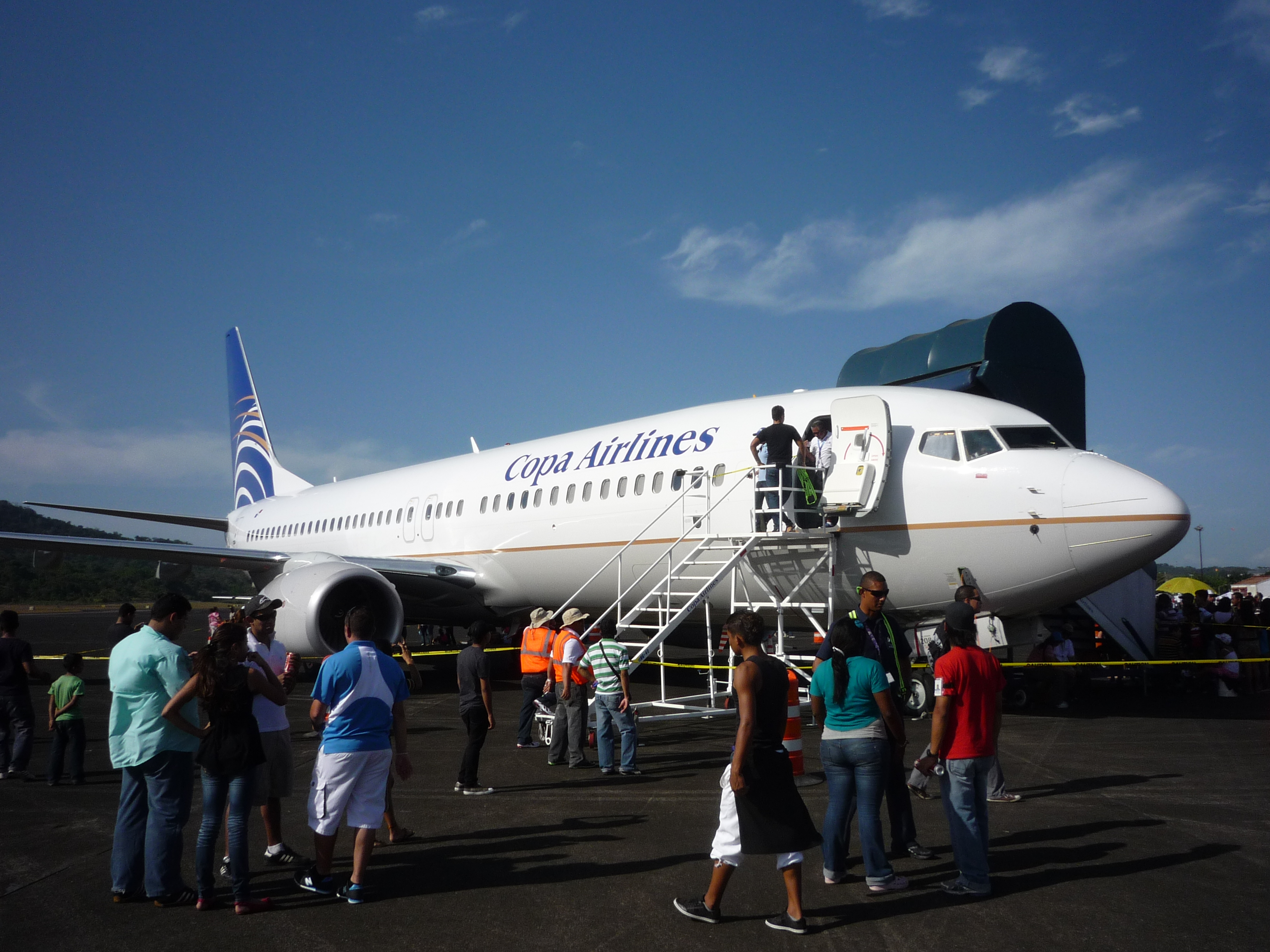
코파 항공의 보잉 737-800
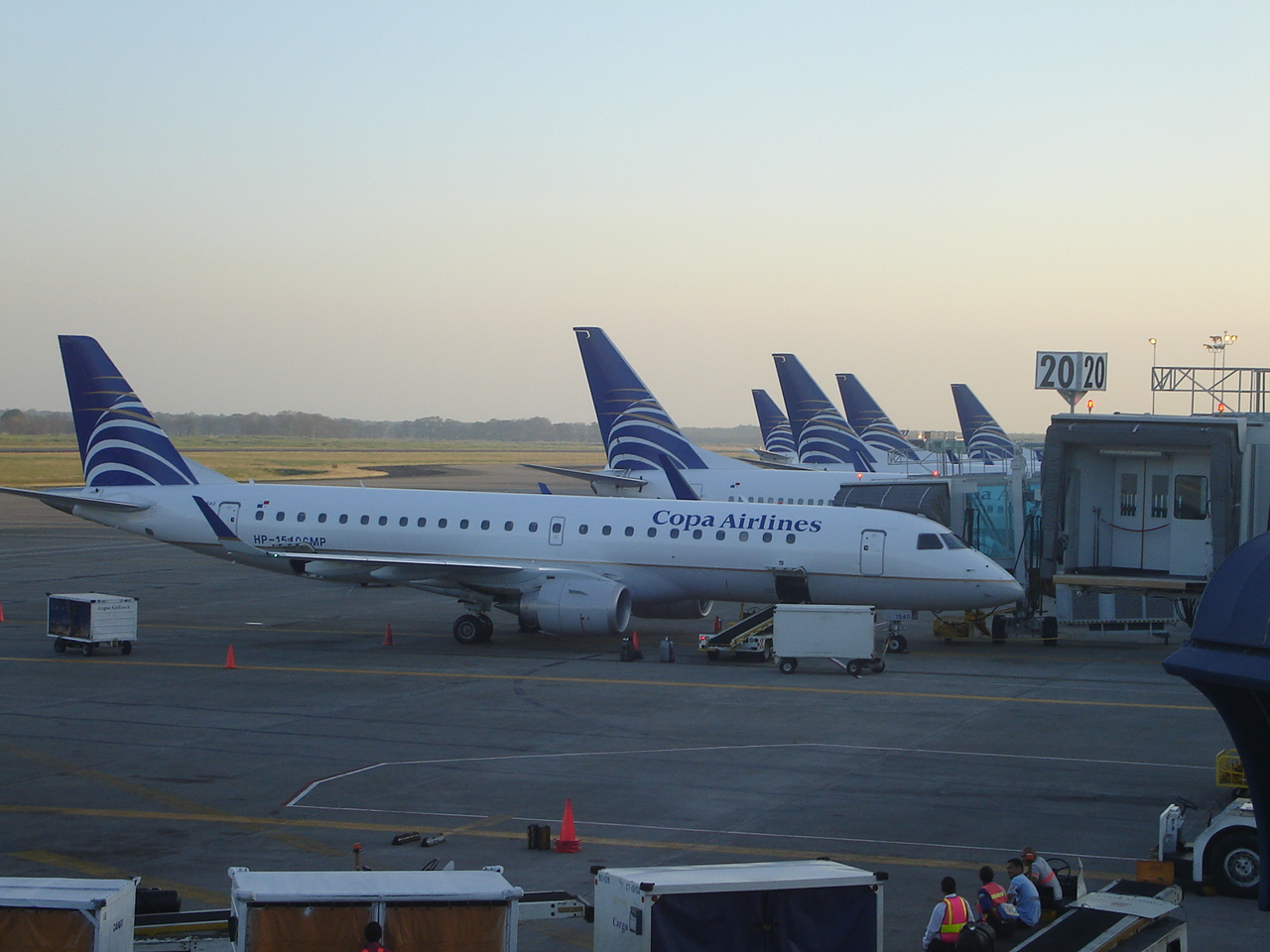
코파 항공의 엠브라에르 E-190